# Goin' Places (album The Jacksons)
Goin' Places è il secondo album in studio del gruppo musicale statunitense The Jacksons con l'etichetta Epic Records (il tredicesimo della loro carriera se si considerano gli album pubblicati sotto l'etichetta Motown con il nome "Jackson 5", incluso l'album di vecchi inediti Joyful Jukebox Music), pubblicato il 18 ottobre 1977.
Goin' Places è stato il secondo e ultimo album dei Jacksons pubblicato dalla joint venture Epic Records/Philadelphia International Records (PIR).
Nel 2021 ne è stata realizzata una nuova versione digitale estesa con al suo interno l’album completo con l’aggiunta di 3 canzoni bonus.

## Descrizione

### Antefatti
Dopo il modesto successo dell'album precedente, i Jacksons effettuarono una serie di concerti negli Stati Uniti, inclusa Las Vegas, dove registrarono anche il loro varietà televisivo Jacksons TV Show, che fu trasmesso in USA tra il 1976 e il 1977. A maggio del '77 intrapresero un tour promozionale in Europa il cui momento culminante fu la partecipazione alla Royal Command Performance al King's Hall di Glasgow per i festeggiamenti del Giubileo d'Argento della Regina Elisabetta II. Nel frattempo Michael si trasferì a New York per dedicarsi al suo primo ruolo di attore nel film musicale The Wiz,  interpretando il personaggio dello spaventapasseri.

### Composizione

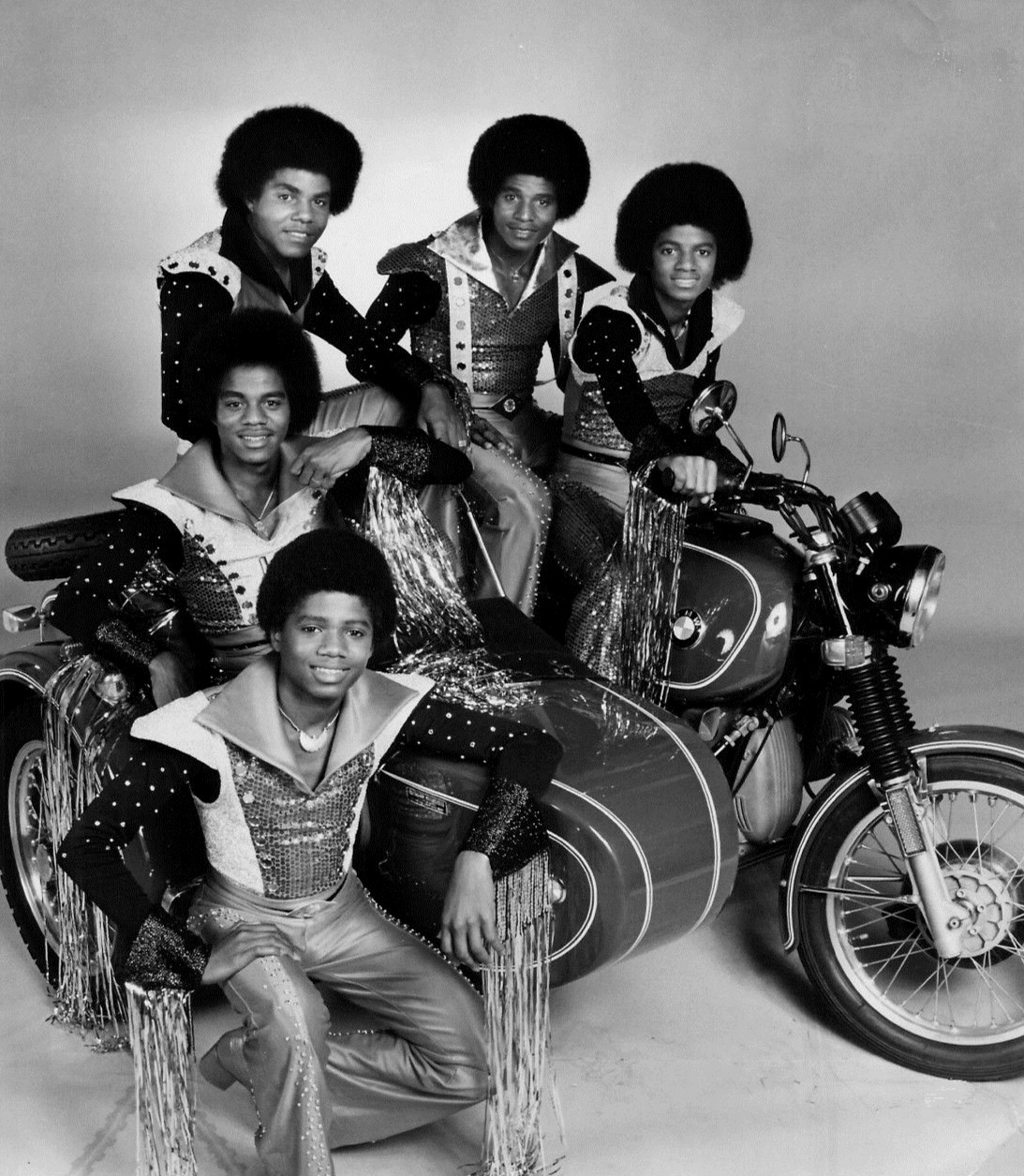
I Jacksons nel 1977.

Durante questo periodo di viaggi e spostamenti per l'Europa e gli Stati Uniti, i Jacksons si recarono in studio per terminare le registrazioni di un nuovo album, che da questo prenderà il nome di Goin' Places, che letteralmente significa «visitando luoghi», ma che nello slang statunitense sta anche per «fare strada».
La Epic, come per il precedente lavoro, lasciò maggiore libertà ai fratelli rispetto alla Motown Records, permettendo ai Jacksons di inserire nella scaletta finale due canzoni scritte e composte da loro stessi, Different Kind of Lady e Do What You Wanna. Per il resto dei pezzi si affidarono ancora una volta al team di compositori del precedente disco, tra cui il duo Gamble/Huff che, su loro stessa richiesta, scrissero per la prima volta un brano più impegnato, che non trattasse i soliti temi d'amore in stile disco music. Il risultato fu una canzone contro la guerra, Man of War, capostipite di una serie di brani dai temi umanitari che appariranno negli album successivi, sia della band che di Michael Jackson da solista, tra i quali Can You Feel It, Be Not Always, We Are the World e Man in the Mirror.
La maggiore sicurezza acquisita in studio porterà i fratelli a scrivere e comporre ogni pezzo del disco che seguirà.

## Promozione
Oltre ad esibirsi in alcuni popolari programmi musicali statunitensi dell'epoca, nel 1978 il gruppo portò l’album in un tour che iniziò a fine gennaio e finì a metà maggio.

## Accoglienza
| Recensione                    | Giudizio |
| ----------------------------- | -------- |
| AllMusic                      |          |
| The Rolling Stone Album Guide |          |

L'album deluse parte del pubblico e della critica: se da una parte i Jacksons stavano al passo coi tempi con canzoni contro la guerra come Man of War (erano gli anni subito successivi alla guerra in Vietnam), dall'altra, con pezzi come Goin' Places, che parlavano di lussuosi viaggi in giro per il mondo in un aereo privato, erano troppo distanti dalla gente dei ghetti, che negli Stati Uniti rappresentavano una larga fetta del loro pubblico. Ron Wynn di AllMusic lodò le influenze di Gamble e Huff e descrisse l'album come «successi R&B e pop che hanno tenuto la famiglia sotto i riflettori per un po' più a lungo». The Rolling Stone Album Guide scrisse di Goin' Places, e del precedente The Jacksons, che «l'ampio groove di Gamble e Huff ha un effetto di livellamento sul loro nuovo sound dance» e che il cambio di etichetta «non aveva fornito esattamente la libertà artistica che i Jacksons, specialmente Michael, bramavano».

## Tracce
1. Music's Takin' Over – 4:26 (Victor Carstarphen/Gene McFadden/John Whitehead)
2. Goin' Places – 4:30 (Kenneth Gamble/Leon Huff)
3. Different Kind of Lady – 4:10 (The Jacksons)
4. Even Though You're Gone – 4:31 (Gamble/Huff)
5. Jump for Joy – 4:42 (Cynthia Biggs/Dexter Wansel)
6. Heaven Knows I Love You, Girl – 3:55 (Gamble/Huff)
7. Man of War – 3:13 (Gamble/Huff)
8. Do What You Wanna – 3:31 (The Jacksons)
9. Find Me A Girl – 4:34 (Gamble/Huff)

Durata totale: 37:32

### Bonus track della versione digitale estesa (2021)
Testi e musiche di Kenneth Gamble/Leon Huff.
1. Goin' Places (versione 7″) – 3:28
2. Find Me a Girl (versione 7″) – 3:41
3. Even Though You're Gone (versione 7") – 3:20

## Andamento commerciale
Il disco fu anticipato dal singolo omonimo Goin' Places, che arrivò alla posizione numero 6 della classifica rhythm and blues di Billboard e alla numero 52 di quella dei singoli di musica pop, rimanendovi quindici e sette settimane rispettivamente. Nel Regno Unito raggiunse la posizione numero 26, rimanendo in classifica per sette settimane. L'album debuttò alla posizione numero 63 negli USA, rimanendo nelle classifiche per undici settimane. Raggiunse invece la posizione numero 11 della classifica rhythm and blues di Billboard, restando in classifica per tredici settimane.
Goin' Places ad oggi ha venduto più di mezzo milione di copie in tutto il mondo, ma fu il loro album meno venduto assieme a 2300 Jackson Street.
A causa del parziale insuccesso, Michael e il padre Joseph, loro manager, si incontrarono con Ron Alexenburg, capo della CBS/Epic, per convincerlo che ormai i Jacksons erano pronti per occuparsi della loro musica da soli. A questo punto terminò la collaborazione con Gamble e Huff.

## Classifiche
| Classifica (1977)                | Posizione raggiunta |
| -------------------------------- | ------------------- |
| Classifica soul di Billboard     | 11                  |
| Classifica generale di Billboard | 63                  |

## Formazione
- Michael Jackson – voce principale, cori
- Jackie Jackson – cori
- Tito Jackson – chitarra e cori
- Randy Jackson – conga, cori
- Marlon Jackson – cori

### Altri
- Charles Collins – batteria
- David Cruse, Larry Washington – percussioni
- Roland Chambers, Michael "Sugar Bear" Forman, Dennis Harris – chitarre
- Leon Huff, Dexter Wansel – tastiere, piano
- Dexter Wansel, Jack Faith – arrangiamenti

### Tecnici
- Jay Mark, Joe Tarsia – tecnici del suono
- Ed Lee, John Berg – direttori artistici
- Reid Miles – fotografo